# Fisiograma

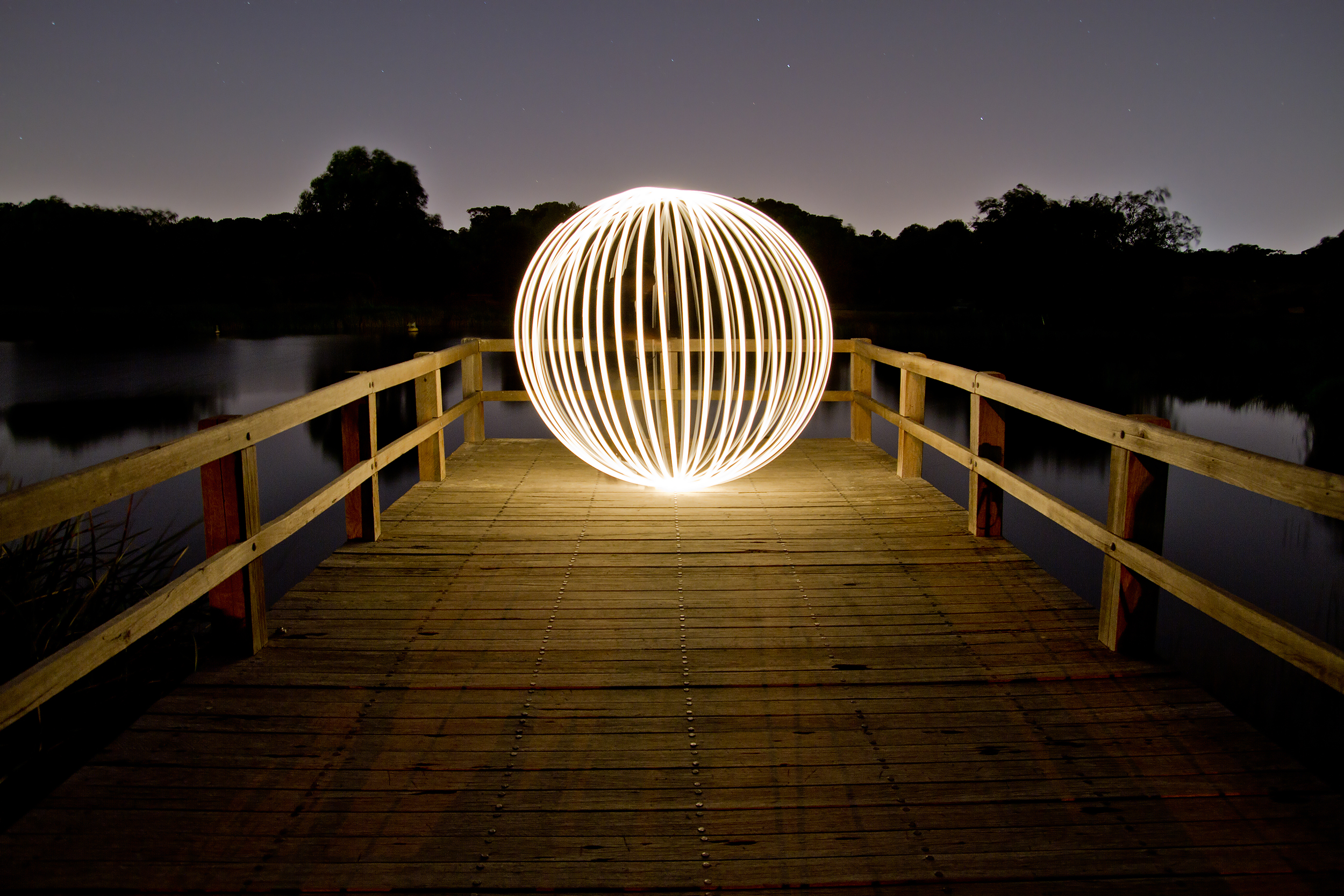
Fisiograma feito de palha de aceiro e luzes no Parque Booyeembara, Perth, Austrália

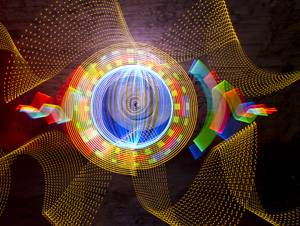
'Culvertising', fisiograma por Ian Hobson

O fisiograma, popularmente conhecido como light-painting ou pintura de luz , é uma técnica criada em 1889; é o registro fotográfico da trajetória de uma luz em movimento em condições de pouca luminosidade ambiental. Existem duas maneiras de realizar um fisiograma, quando tiramos uma foto do movimento de um feixe de luz: com a câmera em um ponto fixo, ou quando fazemos movimentos de câmera. As exposições podem durar de um segundo a vários minutos. 
A técnica fotográfica envolve mover uma fonte de luz durante uma longa exposição para iluminar um espaço, ou iluminar a câmera para "desenhar", ou movendo a própria câmera durante o disparo. A técnica é utilizada para fins científicos e artísticos, bem como na fotografia comercial. 
A light-painting  também se refere a uma técnica de criação de imagens usando a luz diretamente, como com LEDs em uma superfície projetiva, usando o enfoque que um "pintor de luz" faz de uma tela.  
Qualquer fonte de luz é válida para fazer um fisiograma, e os valores de velocidade do obturador dependem da intensidade da fonte de luz. Um fisiograma pode ser registrado capturando uma fonte de luz que passa na frente da lente da câmera, como os farois de um veículo em movimento. Também podemos fazer intencionalmente um fisiograma criando uma fusão entre a arte da fotografia e da pintura, usando uma lâmpada como pincel, ou movendo a câmera; Este procedimento é como desenhar para trás, em uma imagem espelhada, ou seja, se movermos a câmera para a esquerda, o movimento da luz é registrado para a direita.

## História

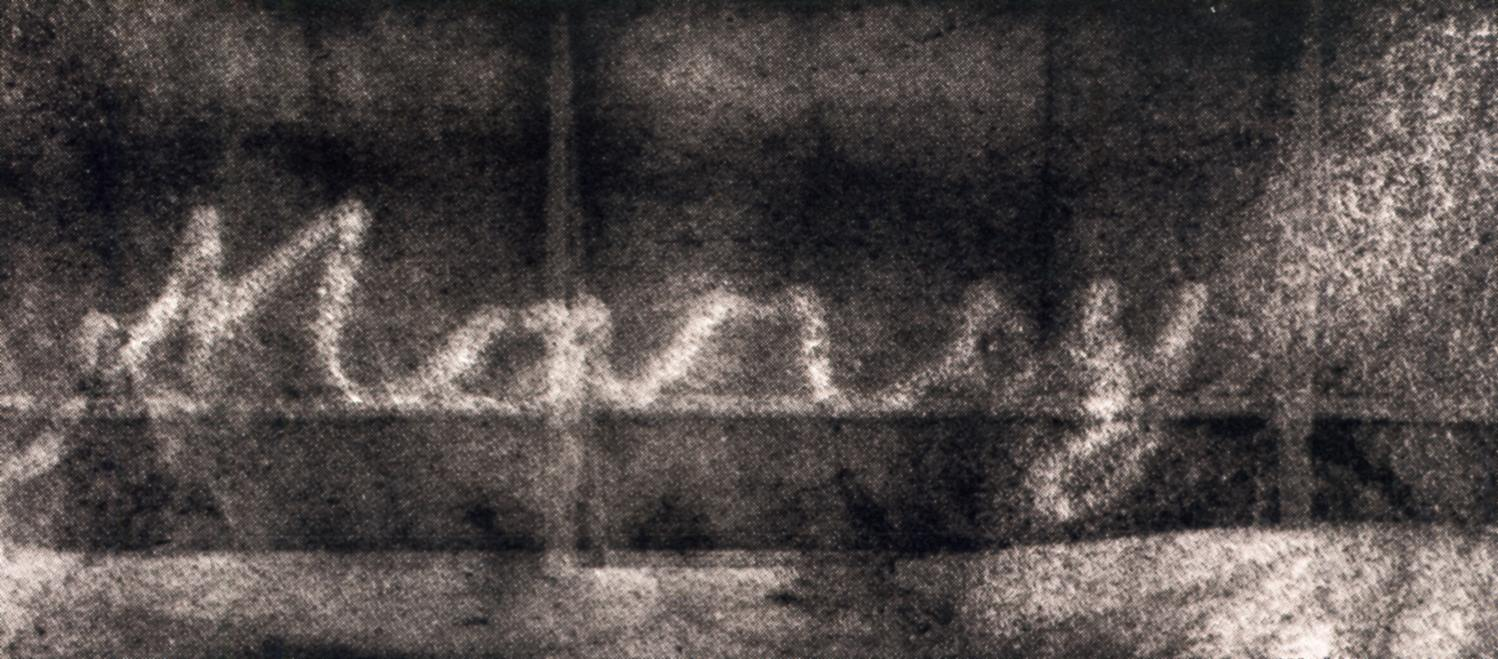
Assinatura de Étienne-Jules Marey, o primeiro fisiograma

### Origens
O light painting remonta a 1889, quando Étienne-Jules Marey, quem também cunhou o termo cronofotografia, e Georges Demeny traçaram o movimento humano na primeira pintura de luz conhecida, Pathological Walk From in Front.

### Primeira metade do século XX
A técnica foi utilizada no trabalho de Frank Gilbreth com sua esposa Lillian Moller Gilbreth em 1914 quando o casal utilizou pequenas luzes e um obturador de câmera aberto para rastrear o movimento dos trabalhadores da fábrica e do escritório, com a intenção de estudar a possibilidade de simplificar o trabalho.
Man Ray, em sua série de 1935 "Space Writing", ademais de experimentar com as solarizations e rayograms (em referência ao seu próprio nome) foi o primeiro fotógrafo artístico conhecido a usar a técnica do fisiograma . Ele fez um auto-retrato com um tempo de exposição e enquanto o obturador estava aberto, com uma caneta inscreveu seu nome em itálico no espaço entre ela e a câmera, sobrescrevendo as letras com marcas mais enigmáticas. A historiadora de fotografia Ellen Carey (1952) descreve sua descoberta da assinatura do artista nesta imagem ao examiná-la em 2009.
Nas décadas de 1930 e 1940, Gjon Mili começou a usar luz estroboscópica para capturar o movimento de dançarinos e malabaristas.
A fotógrafa Barbara Morgan começou a pintar com luz em 1935-1941. Sua fotomontagem de 1941, "Pure Energy and Neurotic Man ", incorpora o desenho da luz e cumpre seu objetivo declarado: "Se eu alguma vez fiz alguma fotografia séria, seria ... o fluxo das coisas. Eu queria então, e ainda quero, expressar a “coisa” como parte do fluxo total ”. Tirar fotos inovadoras de dançarinos, incluindo Martha Graham e Erick Hawkins, os faria se moverem enquanto seguravam as luzes. 
Em 1949, Pablo Picasso foi visitado por Gjon Mili, o fotógrafo e inovador da iluminação, que apresentou a Picasso suas fotografias de patinadores no gelo com luzes presas aos patins. Picasso imediatamente começou a fazer fotos no ar com uma pequena lanterna em um quarto escuro. Esta série de fotos ficou conhecida como "os desenhos de luz de Picasso" . Dessas fotos, a mais famosa e famosa é como Picasso desenha um centauro.
Peter Keetman, nascido em 1916, estudou fotografia em Munique de 1935 a 1937, foi cofundador em 1949 da FotoForm (junto com Otto Steinert, Toni Schneiders e outros), grupo com grande impacto na nova fotografia dos anos 50 e 60 na Alemanha e no exterior. Ele produziu uma série de Schwingungsfigur (figuras oscilantes) de malhas lineares complexas, muitas vezes com efeitos moiré, usando uma fonte de luz pontual em um pêndulo.

### Segunda metade do século XX
Durante os anos 70 e 80 Eric Staller utilizou esta tecnologia para inúmeros projetos fotográficos que foram chamados, como o de Picasso, "Desenhos de Luz". Pinturas de luz até 1976 são classificadas como desenhos de luz.
Em 1977, Dean Chamberlain expandiu a técnica usando luzes portáteis para iluminar seletivamente e/ou colorir partes do assunto ou cena com sua imagem.  Chamberlain foi o primeiro artista a dedicar todo o seu trabalho à forma de arte da pintura de luz. 
O fotógrafo Jacques Pugin fez várias séries de imagens com a técnica de desenho de luz em 1979. Hoje em dia, com a pintura de luz moderna, a coreografia e a atuação são mais usadas para a fotografia. 
Nos anos 1970 e início dos anos 1980, Steve Mann inventou, projetou, construiu e usou vários laptops para visualizar fenômenos do mundo real, como ondas sonoras, ondas de rádio e campos de visão pintando com luz usando fotografia de computador.
Desde a década de 1980, Vicki DaSilva trabalha exclusivamente com light painting e light graffiti. Em 1980, DaSilva começou a fazer um trabalho deliberado de graffiti de texto de luz, sendo o primeiro "Cash". Ela continuou com essas fotografias de graffiti de luz ao longo da década de 1980 e, eventualmente, começou a usar lâmpadas fluorescentes de 4 pés (aproximadamente 1'25m) conectadas a sistemas de polias para criar folhas de luz. No início dos anos 2000, ele começou a trabalhar com lâmpadas fluorescentes de 8 pés (aproximadamente 2,5 m), segurando-as na vertical e andando pelos espaços com elas.
Desde o final da década de 1980, as fotografias de Tokihiro Satō combinam luz, tempo e espaço para registrar seus movimentos em uma série que começa com suas "foto-respirações", em que o uso de uma câmera de 8 x 10" polegadas (aprox. 20x25cm) equipada com um forte filtro de densidade neutra para conseguir longas exposições de uma a três horas dá-lhe a oportunidade de se movimentar pela paisagem. Luzes e estroboscópios que pontuavam a imagem e seguiam seus movimentos, embora sua presença não fosse diretamente visível. Para vistas interiores "desenhava" com uma pequena tocha.

### Século XXI

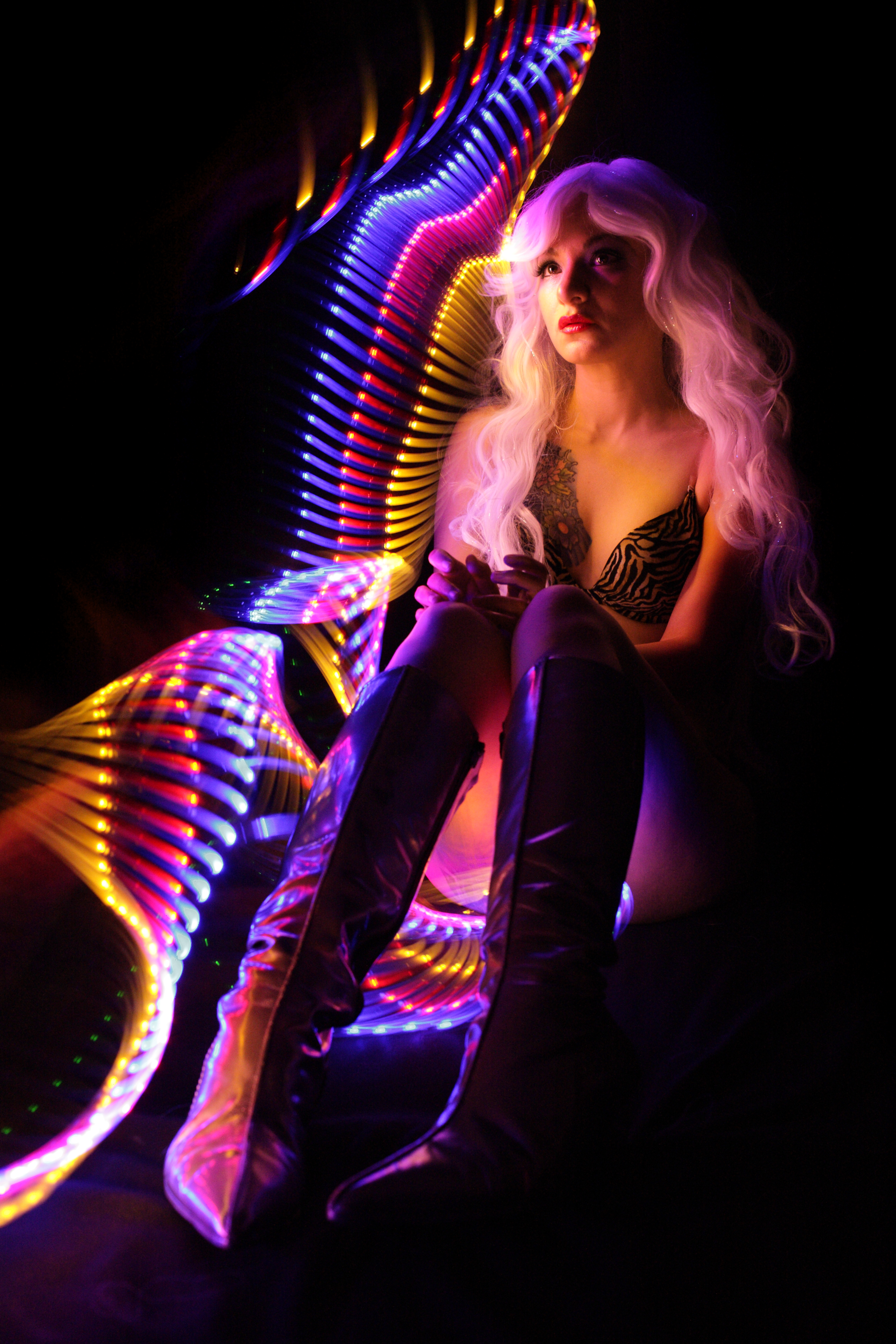
Fisiograma feito com LEDs, do artista Beo Beyond (2013)

A pintura de luz como forma de arte está desfrutando de grande popularidade no século XXI, em parte devido à crescente disponibilidade de câmeras DSLR e câmeras de celular que permitem um feedback imediato para ajustes de luz e exposição; avanços em fontes de luz portáteis, como LEDs; e o surgimento de sites de compartilhamento de mídia onde profissionais podem trocar imagens e ideias.
Em março de 2007, JanLeonardo cunhou o termo Light Art Performance Photography (LAPP), que enfatiza o aspecto performativo que é evidentemente anterior no trabalho de Tokihiro Satō, e o usou para descrever a criação de novas figuras e estruturas, apenas com luz. Seguindo o significado etimológico (grego φῶς, phos, genitivo: φωτός, fotos, "luz" (da luminária), "brilho" e γράφειν, grafite, "desenho", "escultura", "criação", "escrita") é uma simbiose de arte de luz e fotografia. Foi afirmado que a principal diferença de outras pinturas ou escritos luminosos é o papel do fundo na foto. Locais na paisagem natural ou entre edifícios, como ruínas industriais, são cuidadosamente pesquisados para fundos distintos para cada composição, e as lâmpadas LED são frequentemente usadas para contrastar a luz quente e fria para destacar as estruturas existentes. A colaboração geralmente é necessária na realização do trabalho, pois uma pessoa cria figuras e estruturas luminosas enquanto a outra opera com a câmera. Em colaboração com Jörg Miedza, JanLeonardo fundou o projeto LAPP-PRO.de que desenvolveu a técnica até que em 2011 a parelha se separou. LAPP cresceu internacionalmente desde os seus inícios.
Hoje, a técnica de light painting tem uma finalidade digital, diferente da finalidade impressa dos primórdios dessa técnica, e fotografias e/ou retratos que utilizam essa técnica costumam aparecer em diferentes sites, galerias de arte, etc. 
O uso comum desta técnica é realizado no setor de eventos, pois essa técnica pode ser combinada com Photocalls em que o resultado geralmente é uma pintura de luz ou vídeo  pois essa técnica é complementar a outras também usadas no mesmo setor, como Bullet Time ou Slow Motion.

## Técnicas

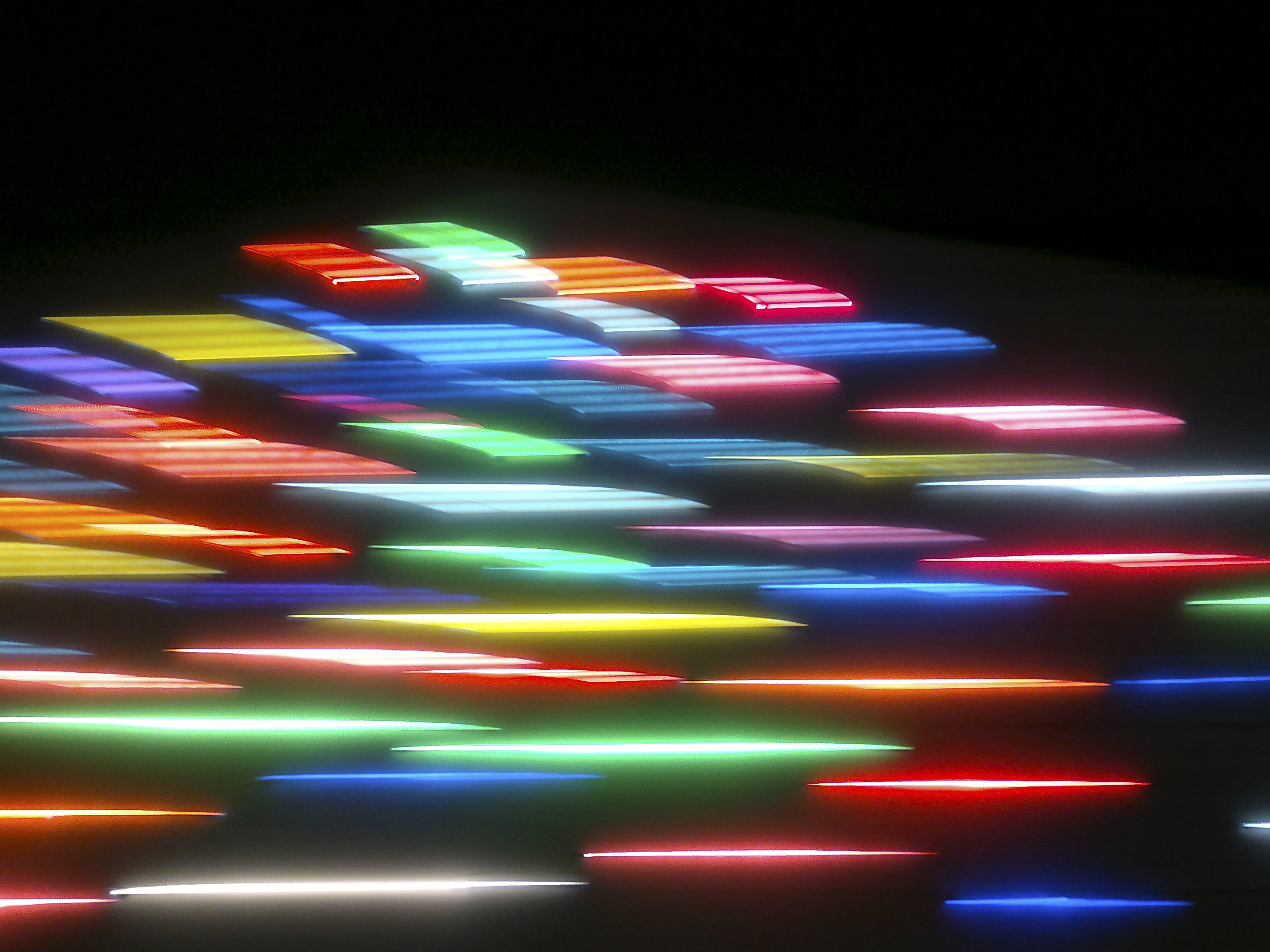
Lightpainting agitando a câmera

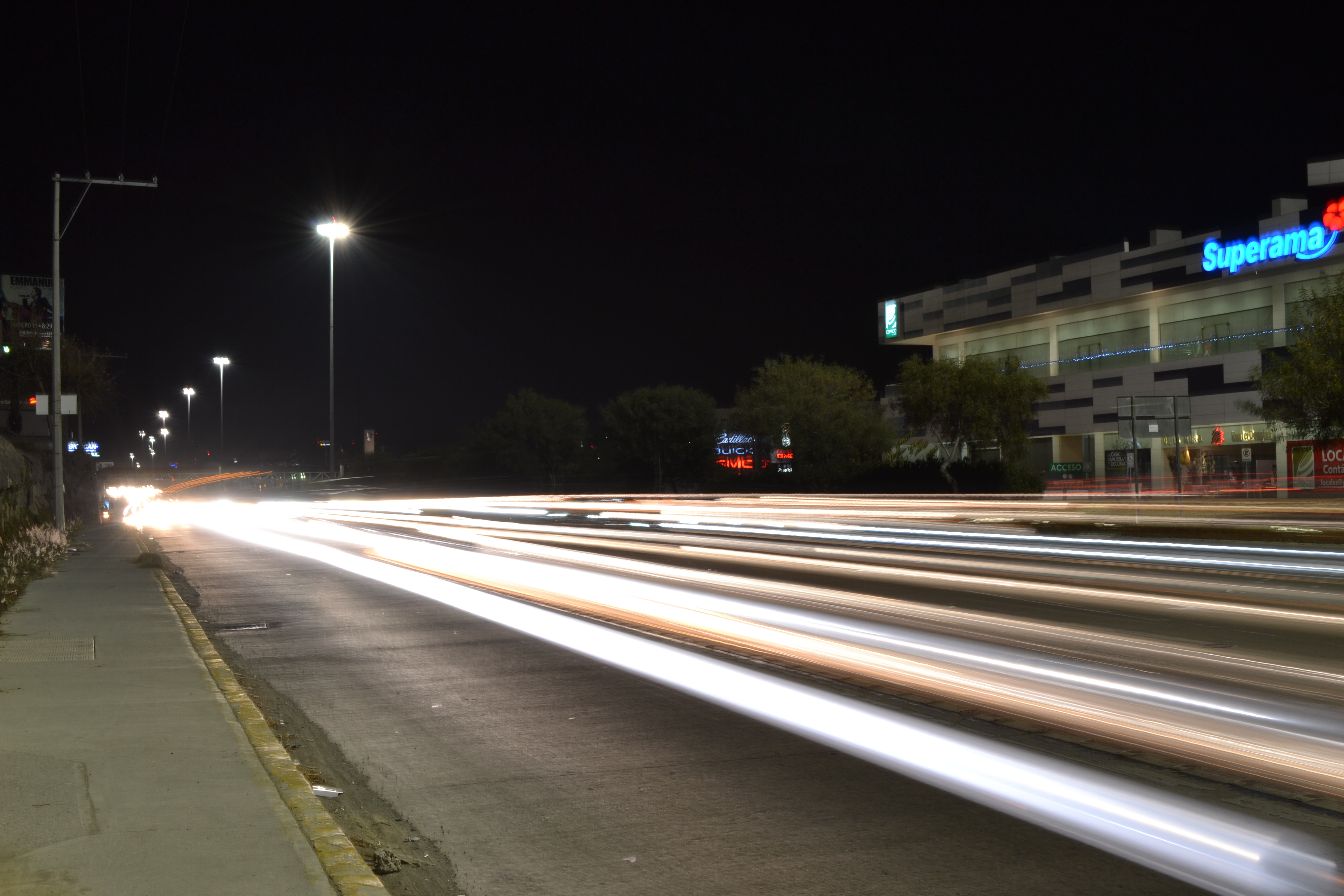
Fisiograma de carros no Atlixcáyotl Boulevard, Puebla, México

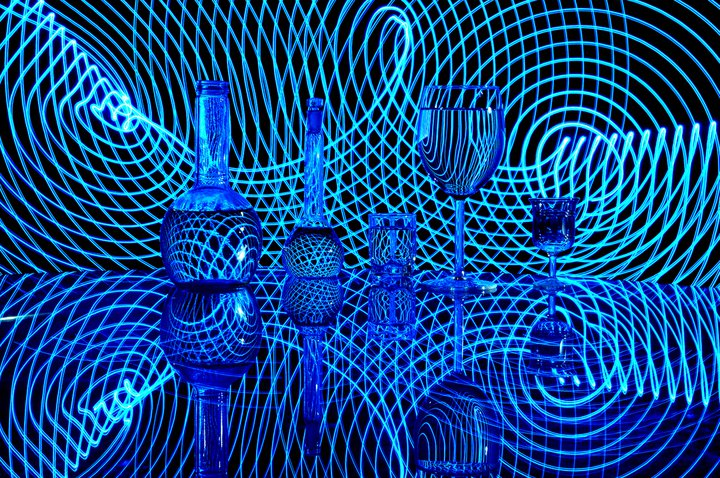
'Natureza morta em azul', de Vladimir Mikhailutsa

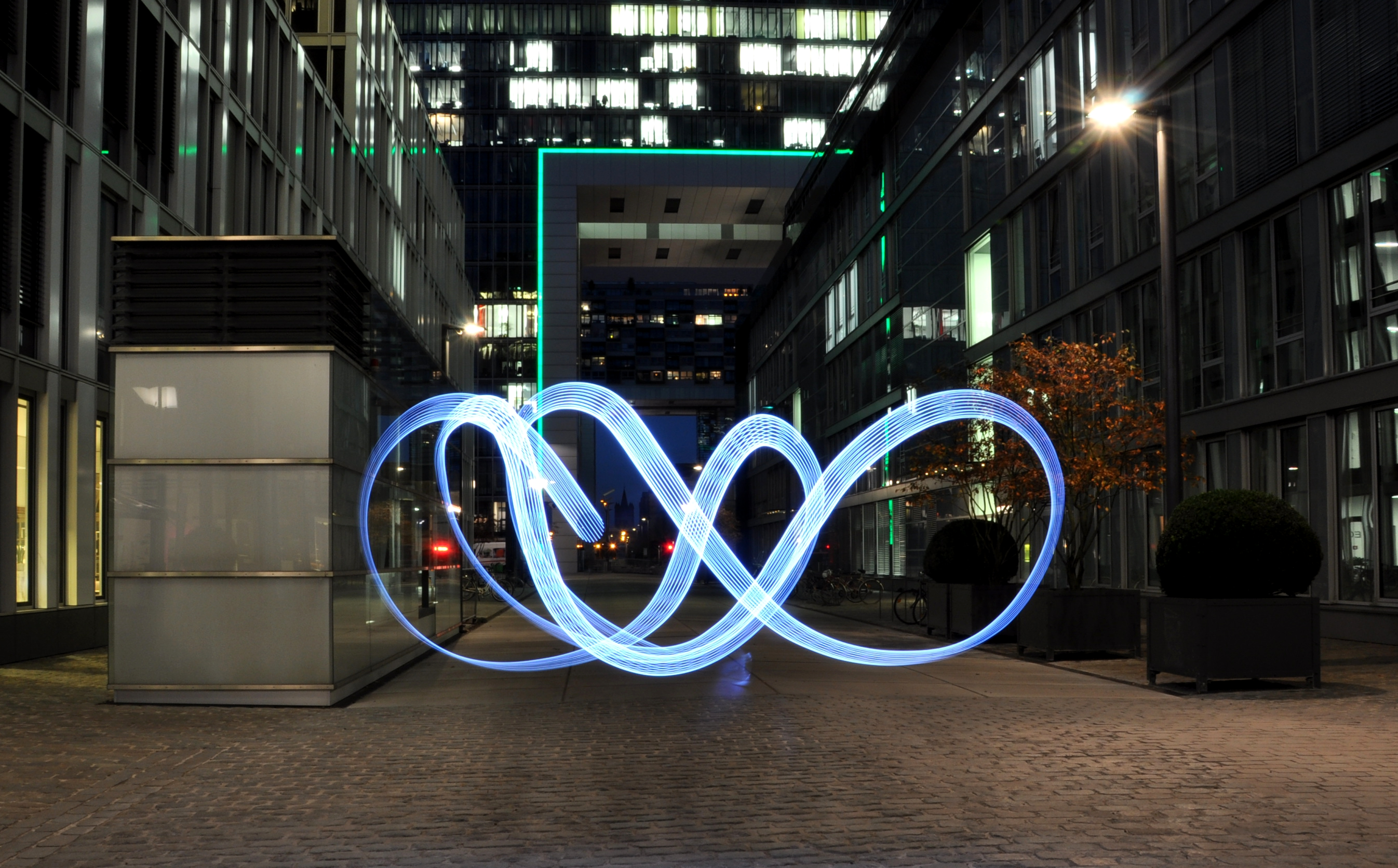
Lightpainting em Colônia, Alemanha

O fisiograma requer uma velocidade lenta do obturador, geralmente com pelo menos um segundo de duração. A pintura com luz pode imitar características da pintura tradicional; sobreposição e transparência podem ser facilmente alcançadas movendo, adicionando ou removendo luzes ou sujeitos durante ou entre as exposições. Como em qualquer tipo de fotografia noturna, o conceito mais importante nesta técnica é a velocidade do obturador, embora nem sempre tudo dependa das condições de luz. O valor ISO geralmente é definido como muito baixo para evitar ruídos desse tipo de fotografia.
O uso de um tripé é indicado por tempos de exposição bastante longos, de 10-20-30 segundos a fotos de 300-400-500 segundos ou o tempo considerado necessário para executar a foto. O hiperfoco também é frequentemente usado para obter fotos totalmente focadas e profundas. Um lançador de cabo ou temporizador automático geralmente é usado para minimizar a trepidação da câmera. Géis de cor também podem ser usados para colorir fontes de luz. 
A pintura com luz cinética é conseguida movendo a câmera e é a antítese da fotografia tradicional. À noite, ou em um quarto escuro, a câmera pode ser removida do tripé e usada como pincel. Por exemplo, usando o céu noturno como tela, a câmera como pincel e paisagens urbanas iluminadas artificialmente como paleta. Colocar energia no movimento da câmera movendo as luzes, criando padrões e definindo fundos pode criar imagens artísticas abstratas.
Ao pintar a luz do projetor, acenando um difusor de flash branco translúcido no caminho da luz de um projetor portátil, o movimento contínuo cria uma tela no ar para a imagem projetada na foto.
Pinturas de luz podem ser criadas usando uma webcam. A imagem pintada já pode ser vista ao desenhar com um monitor ou projetor. Outra técnica é projetar imagens em superfícies irregulares (como rostos ou prédios), na verdade "pintando-as" com luz. Uma fotografia ou outra imagem estática da imagem resultante é então tirada. Existem cinco tipos básicos de desenho de luz: Embora historicamente tenham sido agrupados em uma única categoria, existem subclasses das diferentes maneiras pelas quais uma câmera pode ser usada para tirar fotos com elementos de iluminação. 
- O clássico desenho de luz de Picasso com uma caneta atuando como um 'pincel de luz' publicado na revista Life na década de 1960.
- Pintando o assunto em uma sala completamente escura com uma câmera em um tripé, abra a câmera e pinte a luz sobre o assunto com uma fonte de luz geralmente com uma caneta pequena.
- Exposição longa com uma câmera conectada a um tripé. Abra a câmera e pinte a luz na câmera; desenhar luz na câmera; use um estroboscópio para congelar o assunto ou iluminar a cena com diferentes fontes de luz.
- Luz ambiente e estroboscópica. Com o estroboscópio de mão separado da câmera, à noite, abra a câmera para criar uma imagem ampliada e com pouca luz ao longo do tempo e desligue o estroboscópio para congelar o assunto, como a maioria das fotografias. O estroboscópio é uma explosão de luz muito curta que congela o assunto desejado.
- Pure Light - Ilumina uma pintura (abstrata); Com um arranjo de iluminação fixo em uma sala escura ou em um estúdio e uma câmera portátil, abra a câmera portátil e mova-se pelas luzes pintando a luz nos sensores da câmera. Produz imagens de pura luz como um desenho abstrato. O contrário pode ser feito com uma câmera fixa em um tripé e luzes em movimento. Tanto desenho como pintura.

Também hoje, misturam-se diferentes técnicas fotográficas, como Bullet Time, ou equipamento de drone com emissores de luz LED que criam diferentes figuras no céu.
Outras técnicas relacionadas, derivadas da light-painting, envolvem o uso de aplicativos e softwares específicos de visualização em ambientes sintéticos, seja realidade virtual (RV) ou realidade aumentada (RA), como o Tilt Brush do Google, usado por artistas como Anna Zhilyaeva, que cita os desenhos de Picasso como influência, e Jonathan Yeo.

## Equipamento

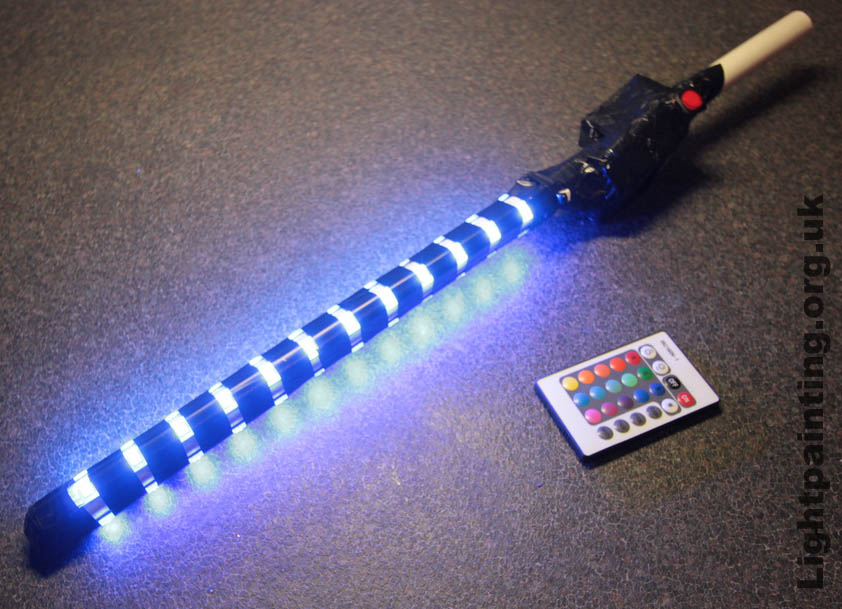
Dispositivo para pintura de luz.

Uma variedade de fontes de luz pode ser usada, desde simples lanternas até dispositivos dedicados, como o Hosemaster, que usa uma caneta de fibra óptica. Outras fontes de luz como candeias, fósforos, fogos de artifício, pés de chisqueiro, lanças de aço, lápis de luz e poi (malabarismo com luzes) também são muito populares.
Um tripé geralmente é necessário devido aos longos tempos de exposição envolvidos. Alternativamente, a câmera pode ser colocada ou apoiada contra uma mesa ou outro suporte sólido. Um cabo de liberação do obturador ou cabo de temporizador automático é geralmente usado para minimizar a trepidação da câmera. Os géis de cor também podem ser usados para colorir fontes de luz com filtros de cor.
Alguns pintores desta arte (pintores de luz) fazem seus próprios dispositivos dedicados a criar rastros de luz. Luzes LED, materiais luminescentes, pirotecnia, fogos de artifício e lanternas também são usados.

## Artistas destacados
- Andreas Feininger (1906-1999)
- Georges Mathieu (1921-2012)
- Gjon Mili (1904-1984)
- Pablo Picasso (1881-1973)
- Man Ray (1890-1976)
- Jacques Pugin (*1954)
- JanLeonardo (* 1970)

### Outros artigos
- Luz
- Desenho
- Arte
- Fotografia
- Fotografia fine art
- Bullet Time
- Slow Motion (câmera lenta)
- Light-Art